# Vanessa Nakate
Vanessa Nakate, född 1996, är en ugandisk klimataktivist. Hon växte upp i Kampala och började sin aktivism i december 2018 efter att ha blivit orolig över att Uganda drabbades av ovanligt höga temperaturer.

## Bakgrund
Nakate är född i Kampala år 1996. År 2019 utexaminerades hon på Makerere University Business School med affärsadministration som huvudämne.

## Aktivism
Nakate organiserade sin första demonstration framför Ugandas parlamentshus år 2018. Hon fick idén från Greta Thunberg och organiserar sina demonstrationer på fredagarna eller lördagarna under rusningstiden kl. 7-8.
Nakate har grundat föreningen Rise up Climate Movement som syftar till att lyfta fram afrikaners röst och synvinkel i klimatdiskussion, och hur klimatförändringen påverkar Afrika. Hon har arbetat mot skövlingen av regnskogen i Kongobäckenet.
År 2020 sade Nakate att klimataktivism i Afrika skiljer sig på två sätt från aktivism i Europa: Allmänheten vet inte tillräckligt mycket om klimatförändringarna och yttrandefriheten i Afrika är i sämre skick än i Europa.
Nakate skrev i The Guardian i oktober 2021 att länder och företag som är ansvariga för utsläpp av växthusgaser borde kompensera afrikanska länder och samhällen för skadorna från den globala uppvärmningen.
BBC nämnde henne på sin 100 Women-lista år 2020. I oktober 2021 var hennes porträtt på tidskriften Times omslag. Samma år publicerade hon boken A Bigger Picture - My Fight to Bring a New African Voice to the Climate Crisis.
I mars 2022 attackerade ugandiska miljöaktivister TotalEnergies megaoljeprojekt i Östafrika. Den franska nationalförsamlingen tog emot fyra ledande ungdomsaktivister för att lobba regeringen för att ta ställning till projektet. Vanessa Nakate var en av dem.